# Dardurus nemoralis
Espèce
Dardurus nemoralis est une espèce d'araignées aranéomorphes de la famille des Amaurobiidae.

## Distribution
Cette espèce est endémique du Queensland en Australie. Elle se rencontre sur le mont Tamborine.

## Description
La carapace de la femelle holotype mesure 1,16 mm de long sur 0,74 mm et l'abdomen 1,56 mm de long sur 1,00 mm et la carapace du mâle paratype mesure 1,26 mm de long sur 0,88 mm et l'abdomen 1,36 mm de long sur 0,88 mm.

## Publication originale
- Davies, 1976 : Dardurus, a new genus of amaurobiid spider from eastern Australia, with descriptions of six new species. Memoirs of the Queensland Museum, vol. 17, p. 399-411 (texte intégral).